# منطقه ۵۰ (قطر)
منطقه ۵۰ یک منطقهٔ مسکونی در قطر است که در دوحه (شهرداری) واقع شده‌است. منطقه ۵۰ ۷٫۶ کیلومتر مربع مساحت و ۱٬۱۳۷ نفر جمعیت دارد.